# Kendrick Sampson
Kendrick Smith Sampson (Houston, 8 marzo 1988) è un attore statunitense.

## Biografia
Nato in Texas da Daphne Smith e Hoyle Sampson, Sr., coltiva fin da piccolo la passione della recitazione provenendo da una famiglia di artisti. 

## Filmografia

### Cinema
- Resurrection: The J.R. Richard Story, regia di Greg Carter e Benjamin O. Jimerson-Phillips (2005)
- Miss Juneteenth, regia di Channing Godfrey Peoples (2020)
- Un regalo da Tiffany, regia di Daryl Wein (2022)
- Michael, regia di Antoine Fuqua (2026)

### Televisione
- Greek - La confraternita (Greek) – serie TV, 2 episodi (2008)
- CSI - Scena del crimine (CSI: Crime Scene Investigation) – serie TV, 1 episodio (2010)
- Il tempo della nostra vita – soap opera, 1 episodio (2011)
- The Vampire Diaries – serie TV, 5 episodi (2013)
- Gracepoint – serie TV (2014)
- Le regole del delitto perfetto (How to Get Away with Murder) – serie TV (2015-2016)
- Supernatural – serie TV, episodi 12x06 e 12x20 (2016-2017)
- Rosewood – serie TV, 1 episodio (2017)
- White Famous – serie TV, 4 episodi (2017)
- The Flash – serie TV, 3 episodi (2017-2018)
- Ghosting: The Spirit of Christmas  – film TV (2019)
- Fashionably Yours – film TV (2020)
- Insecure – serie TV (2018-2021)

## Doppiatori italiani
Nelle versioni in italiano delle opere in cui ha recitato, Kendrick Sampson è stato doppiato da:
- Fabrizio De Flaviis in CSI - Scena del crimine
- Francesco Venditti in The Vampire Diaries
- David Chevalier ne Le regole del delitto perfetto